# Звёздная бабочка
«Звёздная бабочка» — роман Бернара Вербера, выпущенный в 2006 году. Действие произведения происходит на Земле, космическом корабле «Звёздная бабочка» и на планете JW 103683.

## Аннотация
Их 144 тысячи человек. Солнечный парусник «Звёздная бабочка» унёс их с гибнущей планеты. И только через несколько сотен лет они найдут новый дом. За это время в летящем сквозь космос «городе» сменятся поколения и мировоззрения, произойдут революции и войны. Люди будут убивать друг друга. На раздираемом страстями изнутри и повреждённом метеоритами снаружи корабле останется шестеро. Но спуститься на новую планету смогут только двое.

## Оглавление
Действие I
Тень мечты
Действие II
Городок в космосе
Действие III
Прибытие на чужую планету

## Сюжет
Однажды по собственной невнимательности Ив Крамер сбил на собственном автомобиле известную яхтсменку Элизабет Малори. В результате аварии женщина не могла больше ходить.
Через некоторое время Ив нашёл проект космического корабля своего отца. Он решил реализовать его мечту и сконструировать корабль. Ив нашёл спонсора проекта. Им стал миллиардер Габриэль Макнамара. Через некоторое время начинается строительство корабля. Желая искупить вину перед Элизабет, Ив решает пригласить её в свой проект. В начале девушка отвергает его предложение, но спустя некоторое время соглашается. Через несколько лет корабль «Звёздная бабочка» улетает с Земли вместе со 144000 пассажирами (не считая персонал, животных и охранников). Все знали, что до новой планеты смогут долететь только их потомки, так как полёт будет продолжаться более чем 1000 лет.
За это время на летящем сквозь космос корабле сменились поколения и мировоззрения, произошли революции и войны. Люди любили, ревновали, убивали друг друга.
В конце пути выжило только шесть человек. Но только двое — Адриан 18 и Элизабет 15 — смогли спуститься на новую планету. Через несколько лет Элизабет 15 умирает от укуса змеи. Адриан 18 остаётся один. Но во сне к нему приходит неожиданный выход из данного положения. Он сделал ребёнка с помощью ребра человека. Новорождённую Адриан назвал именем Эиа. Когда она повзрослела, Адриан рассказал ей всю историю человечества. В конце читатель понимает, что люди не раз переменяли своё «место жительства» во Вселенной, спасаясь от одних и тех же проблем.

## Главные герои
- Ив Крамер
- Элизабет Малори
- Габриэль Макнамара
- Адриан-18
- Адриан Вейсс
- Эиа
- Сатин Вандербильд
- Элизабет-15
- Каролина Толендо
- Домино

## Аналогия с Библией
Конец «Звёздной бабочки» явно навеян Библией. Когда Адриан-18 рассказывает историю человечества Эиа, та по причине своей глухоты на одно ухо слышит не те имена (Ив — Яхве, Адриан — Адам, Элизабет — Лилит и т. д.).
| Имя в романе | Имя в Библии | Кто такой в Библии и в романе |
| ------------ | ------------ | --- |
| Адриан-18    | Адам         | Ада́м, в Пятикнижии и Коране — первый человек, сотворённый Богом, и прародитель человеческого рода. Муж Евы, отец Каина, Авеля и Сифа. Был изгнан из рая после того, как, ослушавшись Бога, вкусил плод с Дерева познания добра и зла. Согласно представлению иудаизма, Адам и Ева в полном объёме представляют человеческие отношения, отражая образ всего человеческого рода, их история может рассматриваться в качестве прообраза истории всего человечества. В христианской теологии Адам — символ человека в его отношениях с Богом: на Адаме, как на венце творения, почивала Божья благодать, он обладал абсолютной праведностью и личным бессмертием, но всё это было утеряно им в грехопадении. Эту греховность Адам передал своим потомкам — всему роду человеческому. Первородный грех был искуплён лишь «вторым Адамом» — Иисусом Христом. Библейская история Адама стала основой таких важных положений христианской веры, как подчинённость женщины мужчине и догмат о первородном грехе. Почитается в качестве пророка в исламе, в учении мандеев и бахаизме. В сравнительном религиоведении рассказ об Адаме рассматривается как пример антропогонического мифа. Библейское повествование об Адаме ввело в мировое искусство и культуру большое число символов, таких как: Эдем, Дерево познания Добра и Зла, Дерево Жизни, запретный плод, змей-искуситель, изгнание из рая. В романе Адриан — первый человек, высадившийся на новую планету JW103683. |
| Элизабет-15  | Лилит        | Лили́т — первая жена Адама в еврейской мифологии. Ни в одной библейской книге она не упоминается. В еврейском тексте книги Исаии, повествующей о запустении Идумеи после Божественного суда, предсказывается появление ночного привидения. Упоминается в Свитках Мёртвого моря, Алфавите Бен-Сира, Книге Зогар. Согласно преданию, расставшись с Адамом, Лилит стала злым демоном, убивающим младенцев (этот персонаж присутствует и в арабских мифах). В Междуречье подобное имя носит ночная демоница, которая убивает детей и издевается над спящими мужчинами (упоминаются также и мужчины «лилу»). Имя Лилит встречается в Эпосе о Гильгамеше во втором тысячелетии до н. э. В романе Элизабет-15 вместе с Адраном-18 высадились на новую планету. Через несколько лет они поссорились и Элизабет ушла жить в пещеры, где умерла через несколько месяцев от укуса змеи. |
| Эиа          | Ева          | Ева в авраамических религиях — праматерь всех людей, первая женщина (в каббалистических версиях — вторая после Лилит), жена Адама, созданная из его ребра, мать Каина, Авеля и Сифа. Библейский рассказ о сотворении Адама и Евы, грехопадении и изгнании их из рая породил обширную литературу апокрифического характера. В романе Адриан-18 создаёт Эиа из своего ребра. |
| Сатин        | Сатана       | Сатана́ — в религиозно-мифологических представлениях авраамических религий — иудаизма, христианства и ислама главный антагонист Бога, олицетворение зла. В ряде книг Ветхого Завета Сатаной называется ангел, испытывающий веру праведника. В Евангелиях указывается, что Сатана пал с неба. Апостол Павел утверждает, что Сатана способен преображаться в ангела света. В Апокалипсисе Сатана выступает как Дракон и Дьявол — предводитель темных ангелов в битве с архангелом Михаилом. В книге Сатин Вандербильд вначале является одним из основателей проекта, но потом вышла из него. Со временем она решила вернуться под видом одного из рядовых участников проекта, чтобы посмотреть, получится проект или нет. Видя, что на корабле совершаются первые преступления, Сатин поняла, что проект провалится. Она организовала забастовку, в результате которой она и ещё сотня человек улетели на «Мушке» обратно на Землю, убив при этом Габриэля Макнамару. |
| Ив           | Яхве         | Я́хве — вероятное произношение личного имени Бога, в отличие от других имён-эпитетов Бога в иудаизме, в Ветхом Завете. Буквенным обозначением этого древнееврейского имени является тетраграмматон. В «Звёздной бабочке» Ив является изобретателем и основателем проекта «Последняя надежда». |
| Габриэль     | Гавриил      | Арха́нгел Гаврии́л — один из ангелов в иудаизме и христианстве, а также в исламе (где он известен под именем Джабраил). Это имя означает буквально «Всевышний — сила моя». В романе Габриэль Макнамара — миллиардер, финансирующий проект «Последняя надежда». |